# Boan-myeon
Boan-myeon (koreanska: 보안면) är en socken i Sydkorea. Den ligger i kommunen Buan-gun i  provinsen Norra Jeolla, i den västra delen av landet, 220 km söder om huvudstaden Seoul.